# Изток (промишлена зона)
Научно-производствена зона „Искър“ е квартал на град София, България, разположен в район „Младост“, на 9,1 километра югоизточно от центъра на града.
Разположен е югозападно от булевард „Цариградско шосе“ и граничи със зоната „7-и – 11-и километър“ на север, квартал „Горубляне“ на изток, жилищен комплекс „Експериментален“ на юг и планирания Източен парк на запад.

## Улици и произход на имената им
| Път                 | Наречен на                         | Местоположение |
| ------------------- | ---------------------------------- | -------------- |
| „Абагар“            | Абагар, книга на Филип Станиславов | Карта          |
| „Инж. Георги Белов“ | ?                                  | Карта          |
| „Копенхаген“        | Копенхаген, столица на Дания       | Карта          |
| „Самоковско шосе“   | Самоков, град в Западна България   | Карта          |
| „Стадион“           | Местен обект                       | Карта          |